# Barbus haasianus
Barbus haasianus är en fiskart som beskrevs av David, 1936. Barbus haasianus ingår i släktet Barbus och familjen karpfiskar. IUCN kategoriserar arten globalt som livskraftig. Inga underarter finns listade.